# Go! Discs
Go! Discs – niezależna brytyjska wytwórnia płytowa, założona w 1983 roku w Londynie przez Andy’ego Macdonalda, specjalizująca się w wydawaniu płyt z muzyką spod znaku indie rocka,  brit popu, downtempo i trip hopu. Wydała albumy takich artystów jak: The Housemartins, Billy Bragg, The Beautiful South, Paul Weller, Gabrielle i Portishead.

## Historia
Go! Discs założył w 1983 roku w Londynie przez Andy Macdonald. Wśród pierwszych artystów, którzy podpisali kontrakty z nową wytwórnią, znaleźli się: The Housemartins (a później The Beautiful South), Billy Bragg i The La's, a także Paul Weller, który wydał pod jej szyldem swoje pierwsze trzy solowe albumy - w tym Wild Wood (1993) i Stanley Road (1995).
W 1992 roku rozpoczęła działalność spółka-filia, Go! Beat. Do kierowania nią Macdonald zatrudnił Ferdy’ego Unger-Hamiltona, który podpisał kontrakty z takimi wykonawcami jak Gabrielle, Portishead i Beats International.
W 1995 roku Go! Discs wzięła udział w akcji charytatywnej, mającej na celu zbieranie funduszy na rzecz mało znanej wówczas organizacji War Child. Nagrany i wydany w tym samym roku album The Help, w realizacji którego wzięli udział tacy artyści jak: Oasis, Radiohead, Paul McCartney, Blur, The Stone Roses i Manic Street Preachers przyniósł organizacji dochód w wysokości ponad 1 miliona funtów.
W 1996 roku Macdonald sprzedał Go! Discs konsorcjum PolyGram/Universal Music Group, po czym założył wytwórnię Independiente, z którą odnosił największe sukcesy w swojej karierze. 

## Artyści
Lista według Discogs:

- Billy Bragg
- David Holmes
- Djeli Moussa Diawara
- Drugstore
- Gabrielle
- John Martyn
- Lisa Moorish
- Madness
- Norman Cook
- Portishead
- Paul Weller
- Robyn Hitchcock & The Egyptians
- Sister Bliss
- Stetsasonic
- The Beautiful South
- The Ecstasy of Saint Theresa
- The Frank and Walters
- The Housemartins
- The La's
- The Trash Can Sinatras

## Certyfikaty
Z komercyjnego punktu widzenia największym sukcesem Go! Discs okazały się wszystkie albumy studyjne Portishead: 
- Dummy:

- 3× platyna BPI (2019-02-01)
- platyna MC
- złoto RIAA

- Portishead:

- platyna BPI (2013-07-22)
- złoto ARIA
- złoto MC

- Third – złoto BPI (2008-05-16)[4]

oraz:
- albumy i single Gabrielle, w tym:

- Dreams Can Come True - Greatest Hits Vol. 1 – 4x platyna BPI (2001-12-14)
- „Rise” (singel) – platyna BPI (2020-03-06)
- „Out Of Reach” (singel) – platyna BPI (2020-09-04)
- „Give Me A Little More Time” (singel) – złoto BPI (2018-11-02)

- albumy Paula Wellera:

- Live Wood – złoto BPI (2013-07-22)
- Paul Weller – złoto BPI (2013-07-22)
- Modern Classics On Film 90-01 (wideo) – złoto BPI (2013-07-22)

- album Billy’ego Bragga:

- Life's A Riot With Spy Vs Spy – złoto BPI (1985-04-16)

- album Beautiful South:

- Solid Bronze - Greatest Hits – 2x platyna BPI (2013-07-22)